# 통일농수산
통일농수산은 남북농수산 협력분야 각 전문가들의 폭넓은 정보교류 및 정책에 대한 조사 ·연구 목적으로 2000년 7월 4일 설립된 대한민국 농림수산식품부 소관의 사단법인이다. 사무실은 서울특별시 마포구 와우산로 10길 29, 3층에 있다.

## 주요 사업
- 정례세미나(정책현황, 현장사례, 학술연구성과) 개최
- 심포지엄 및 부정기 특별세미나의 개최
- 공동연구의 수행
- 활동성과물(격월간 소식지, 토론자료집, 연구보고서) 발간
- 통일농수산업 발전에 필요한 남북농업협력사업 등